# Talboys
Talboys è una casa indipendente storica nel villaggio e parrocchia civile di Keevil che appartiene alla contea del Wiltshire nel Sud Ovest dell'Inghilterra, Regno Unito. L'edificio risale al XIV secolo e l'English Heritage lo considera un monumento classificato di prima categoria per il suo particolare interesse storico e architettonico. Deve il suo nome alla famiglia che ne fu proprietaria nel XVIII secolo.

## Storia
La casa indipendente venne eretta tra la fine del XIV e la metà del XV secolo. Fu probabilmente costruita da Thomas Barkesdale che di professione era un sarto e originariamente era costituita da un'ala a sala con un'ala a croce all'estremità occidentale. Fu di proprietà della famiglia Talboy negli anni sessanta del XVIII secolo. Poi venne aggiunta l'ala est nel 1876 per incarico della signorina Chamberlain che ne finanziò anche il restauro nello stesso momento. Venne nuovamente restaurata alla fine del XIX secolo dal suo proprietatio di allora, Adye di Bradford-on-Avon e in quel periodo il pavimento originale nella sala venne rimosso per poter procedere a lavori sul tetto.

## Descrizione
L'English Heritage ha inserito dall'11 settembre 1968 Talboys a Keevil tra gli edifici storici come monumento classificato di prima categoria col numero 1262752.

### Esterni
La casa a graticcio si trova nella parte occidentale dell'abitato del villaggio di Keevil nella contea del Wiltshire nel Sud Ovest dell'Inghilterra, Regno Unito. Si trova a breve distanza dalla locale chiesa parrocchiale di San Leonardo. L'edificio è caratterizzato dalla struttura in legno con pannelli di graticcio e malta su plinto in pietra calcarea lavorata, la copertura del tetto è in ardesia e il camino è in pietra con modanature. L'ingresso a due campate è nell'ala a crociera a ovest, e in parte la casa ha forme più robuste nell'ala a crociera coordinata risalente a 1876 posta a est.
L'ala a croce è sporgente al livello del primo piano e presenta assi di legno intagliate e il tetto presenta capriate a collare con controventi ad arco. Tutti i fregi delle finestre sul fronte furono rinnovati durante la ristrutturazione.
La facciata si alza su due piani con mansarda e presenta quattro finestre. La porta è in assi con borchie in legno e il portale ad arco è in stile Tudor all'interno di un portico a due falde risalente al XIX secolo. Gli infissi in legno a tre e quattro luci sono con colonnine a sinistra, mentre la finestra d'ingresso a sei luci si trova a destra. Il primo piano ha infissi a quattro e cinque luci con colonnine. Tutte le finestre hanno vetrate colorate verdi piombate, restaurate. L'ala solare del XV secolo a destra ha due infissi a cinque luci con colonnine al piano terra, il primo piano è aggettante con bovindo, e le finestre del 1876 sono ricavate dai pennacchi tra rinforzi, con assi di legno a chiglia intagliate in modo decorativo. L'ala del 1876 a sinistra corrisponde all'ala solare mentre il vano a destra ha un camino esterno, infissi a tre luci con colonnine a destra, una piccola finestra a due luci al primo piano, una torretta guardaroba a due luci con colonnine a due luci. Il portale sinistro presenta infissi a bifora e porta laterale. Il retro presenta un portico centrale a due piani che si trovava sulla facciata anteriore prima del restauro, con pavimento in pietra.

### Interni
Negli interni un passaggio a pannelli divide gli ex servizi a sinistra dall'ingresso a destra. La campata di servizio ha una trave smussata molto profonda con fermi a gradini ed è presente un'iscrizione che porta la data del 1876 sul camino in pietra del XIX secolo. L'ingresso aperto a due campate ha un tetto a capriate con controventi ad arco con intradossi modanati. La galleria originale sulla parete sud è stata probabilmente spostata qui da sopra il passaggio a pannelli. Il primo piano sopra quest'ultimo è aggettante e le scale del XIX secolo conducono alla galleria. Il salotto oltre la sala ha un bel soffitto a cassettoni con travi modanate e bugne intagliate. Le pareti conservano pitture murali su intonaco parzialmente coperte e restaurate. Il camino ad arco è in stile Tudor. Il solaio superiore è rivestito interamente di pannelli, con soffitto a capriate con controventi ad arco e un livello di controvento curvo.
Vari elementi sono stati restaurati o potrebbero risalire al XIX secolo, tra cui gli affreschi nella sala con raffigurato un cane Talbot con bandiera crociata sulla parete di fronte al passaggio del paravento.
Nel 1876 un'ala a croce simile fu costruita all'estremità orientale del blocco a sala, che fu allungata, e un portico a due piani fu aggiunto al centro per creare una facciata simmetrica.